# Daniele Protti
Daniele Erminio Protti (Mantova, 26 giugno 1945 – Mantova, 28 marzo 2024) è stato un giornalista italiano.

## Biografia
In gioventù militò nel PSIUP e collaborò a Mondo Nuovo, il periodico del partito; contrario alla confluenza nel PCI o al rientro nel PSI, Protti aderì alla minoranza che dette vita al Partito di Unità Proletaria, unendosi al gruppo de Il Manifesto.
Iniziò la sua carriera di giornalista nel 1977. Fu direttore del Quotidiano dei lavoratori, inviato de Il Lavoro di Genova, de il Globo e de Il Messaggero di Roma. Fu a capo della redazione romana del settimanale L'Europeo dal 1988 e nel 1995, poco prima della chiusura del periodico, ne divenne vicedirettore responsabile.
Fu poi inviato delle testate della Rizzoli Periodici RCS MediaGroup, collaboratore dei settimanali Amica, Il Mondo, Italy today, Sette, Capital e Io Donna. Alle elezioni politiche del 1994 fu candidato dall'Alleanza dei Progressisti nel collegio uninominale di Mantova per la Camera dei deputati.
Nel 1995 condusse il talk show di economia Prima che accada in onda su Telemontecarlo. Dopo la ricomparsa in edicola de L'Europeo, in forma bimestrale, ne diventò direttore. Dal 2001 fu direttore de L'Europeo, che venne ripubblicato prima in forma di bimestrale monografico e poi, dal 2008 con periodicità mensile fino alla chiusura nel 2013.
Per quattro anni insegnò alla facoltà di sociologia dell'Università di Urbino e in seguito collaborò con l'Università Cattolica del Sacro Cuore di Milano e l'Università Bocconi.

## Opere
- Tiziano Montagnini e Daniele Protti, Le carceri italiane. Un'accusa per tutti, collana Gli esclusi, Bologna, Edizioni Dehoniane Bologna, 1972, ISBN 978-8810106075.
- Daniele Protti, Cronache di "nuova sinistra" Dal Psiup a Democrazia Proletaria, Milano, Gammalibri, 1979.